# Menhir des Pierres Couchées
Pour les articles homonymes, voir Pierre Couchée.
Le menhir des Pierres Couchées (ou simplement menhir de la Pierre Couchée, ou encore menhir de la Pierre de Couche) est un menhir situé à Saint-Brevin-les-Pins, dans le département de la Loire-Atlantique.

## Historique
Le menhir est inscrit au titre des monuments historiques en 1977.

## Description
Le menhir des Pierres Couchées est un bloc de grès quartzeux d'environ 2 m de haut, d'une épaisseur d'environ 1 m. Il possède une forme vaguement triangulaire.